# 河云遗址
河云遗址，位于山西省临汾市翼城县西南约12公里的南唐乡河云村四周，是中华人民共和国山西省文物保护单位之一。
1996年1月12日，授予山西省文物保护单位，是一座古遗址。